# Slavoj Šádek

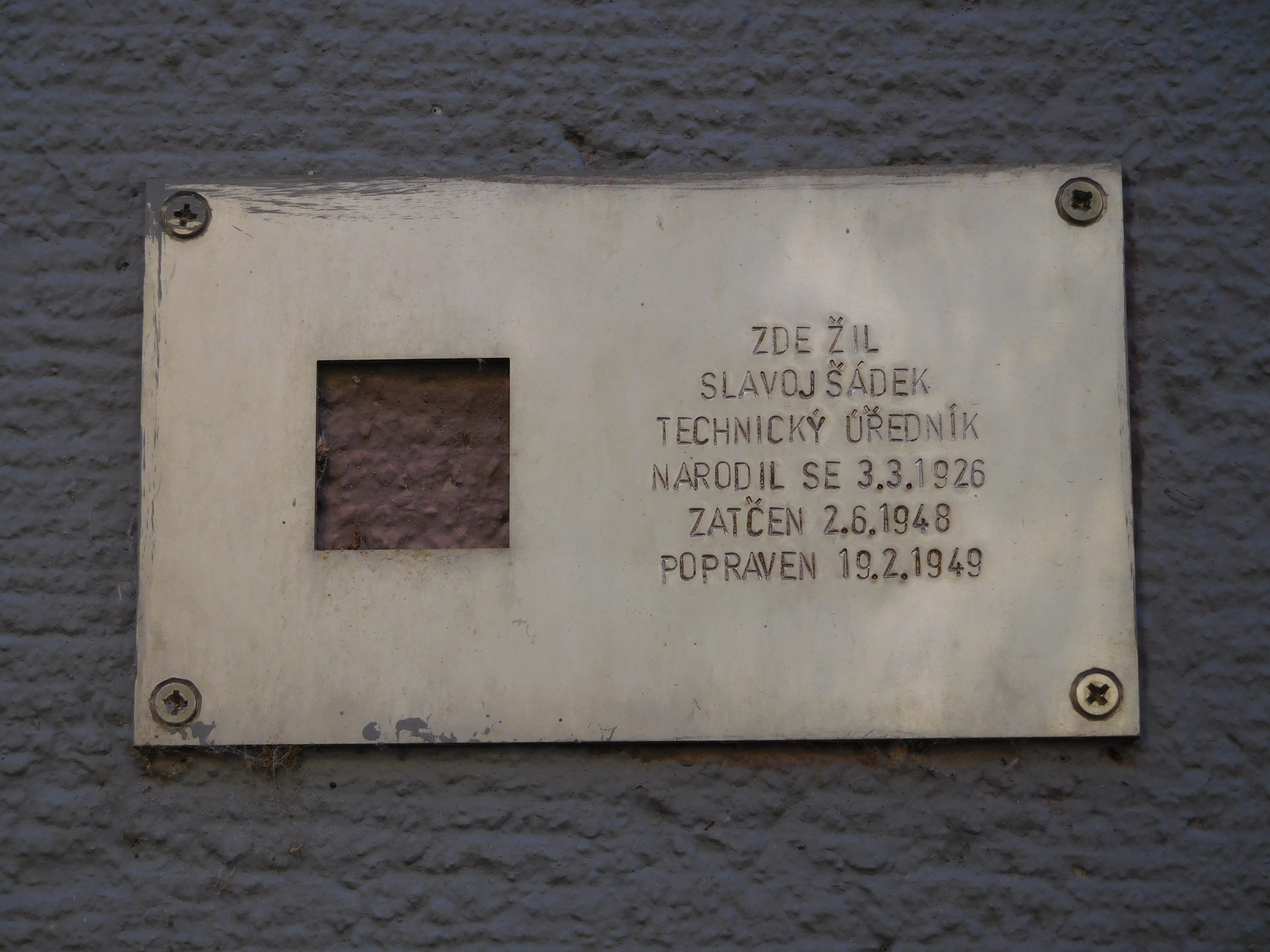
Pamětní deska Slavoje Šádka

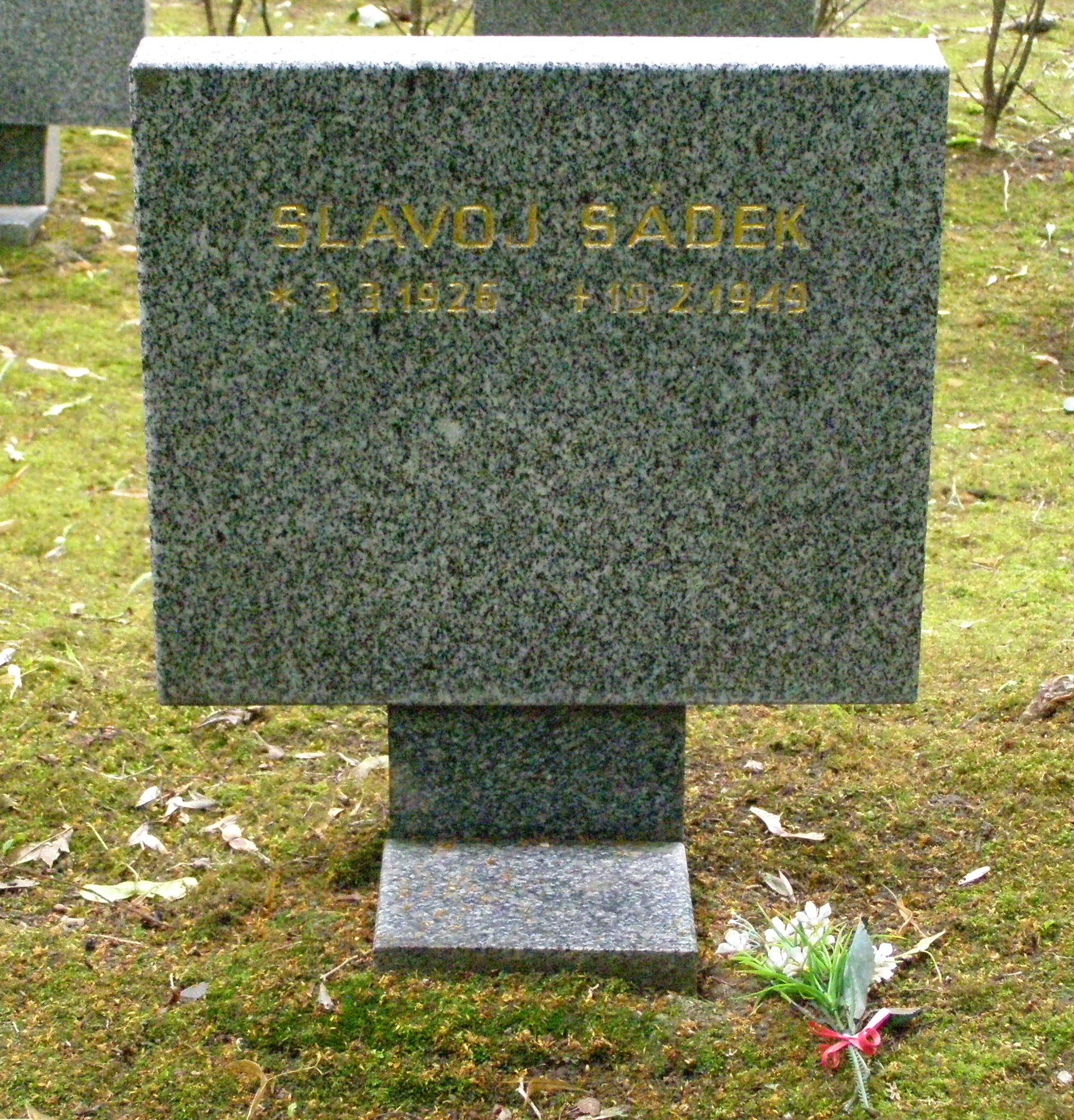
Symbolický hrob na Čestném pohřebišti popravených a umučených z padesátých let (III. odboj) na Ďáblickém hřbitově v Praze

Slavoj Šádek (3. března 1926 Brno – 19. února 1949 Praha) byl český technický úředník a protikomunistický odbojář. V roce 1949 byl po únorovém převratu jako jeden z prvních v politickém procesu odsouzen k trestu smrti a následně popraven.

## Životopis
Narodil se 3. března 1926 v Brně. Jeho otec Hynek Šádek byl důstojník československé armády a legionář. V mládí navštěvoval nejprve obecnou školu, poté čtyři roky reálnou školu a nakonec vyšší průmyslovou školu. Po jejím absolvování pak pracoval jako technický úředník.
Po konci druhé světové války se v roce 1945 stal členem České strany národně sociální. Po vstupu do strany působil v její mládežnické organizaci. Krátce po únorovém převratu se na jaře 1948 zapojil do protirežimního odboje. Spolupracoval přitom se spolustraníky Josefem Dvorským a Jaroslavem Fialou. Jeho hlavním úkolem bylo šířit protirežimní myšlenky a získávat zpravodajské informace. V dubnu 1948 opakovaně pomohl protikomunistickému odbojáři Miloslavu Chocovi, který měl kontakty na krajany, kteří po převratu uprchli do německého Řezna. Dodal mu mimo jiné střelné zbraně.
V květnu 1948 se společně s Chocem a Fialou podílel na plánu získat významné dokumenty od komunistického funkcionáře Augustina Schramma. Dne 27. května 1948 byl Schramm ve svém bytě poté, co do něj vniknul Choc, zastřelen. Choc byl krátce poté zatčen a k činu se přiznal. Později nicméně své přiznání odvolal. Vzhledem k tomu, že se na místě mělo pohybovat vícero osob, není dodnes zcela jasné, zda byl Choc skutečně střelcem. Státní bezpečnost v případu zatkla desítky osob, mezi nimi i Šádka, který byl zatčen 2. června 1948 ve svém bytě. Trestní oznámení podala Státní bezpečnost na 132 osob zapojených do odboje, ale i těch, kteří s odbojáři pouze byli v kontaktu. Při výsleších byli zatčení včetně Šádka brutálně mučeni. Dne 19. února 1949 byl po exemplárním politickém procesu, jako jeden ze sedmi odsouzených v případu k trestu smrti, na nádvoří pankrácké věznice popraven.
Po sametové revoluci byl rehabilitován. Senát PČR navrhl v roce 2000 udělit Šádkovi in memoriam medaili za hrdinství, v roce 2002 jej pak navrhl na Řád Bílého lva. Na dům v pražských Dejvicích, kde před zatčením pobýval, byla instalována pamětní deska.